# Мур, Сэм
Сэмюэл Дэвид Мур (англ. Samuel David Moore; 12 октября 1935, Майами, Флорида, США — 10 января 2025, Корал-Гейблс, Флорида) — американский соул, ритм-энд-блюз певец, солист вокального дуэта Sam & Dave с 1961 по 1981 год, обладатель наград «Грэмми» «Gold Record» и т. д.
Сэм Мур являлся членом зала славы «Грэмми» с песней «Soul Man». Сэм и Дэйв как дуэт были наиболее успешным среди критиков певцов в истории соул-музыки. Сэм Мур также достиг выдающегося результата за 25-летнюю карьеру в качестве сольного исполнения южного соула.
В 2008 году по результатам опроса другими музыкантами авторитетный журнал Rolling Stone назвал Сэма Мура одним из 100 величайших исполнителей рок-н-ролла в XX веке. Мур умер 10 января 2025 года после операции в больнице Корал-Гейблс, штат Флорида, в возрасте 89 лет.